# Hamštejnský vrch
Hamštejnský vrch (610 m n. m.) je vrch v okresech Semily a Jablonec nad Nisou v Libereckém kraji, v CHKO Český ráj. Leží asi 0,7 km jihovýchodně od vsi Hamštejn, na katastrálních územích Koberovy, Smrčí u Semil a Vesec pod Kozákovem.

## Popis vrchu
Od Hamštejnského vrchu pokračuje úzký hřbet na jihovýchod ke Kozákovu. Na tomto úseku je několik nevýrazných elevací (584–593 m), jedna z nich je na mapách značena jako Prackovský vrch. Na jz. svahu hřbetu poblíž těchto kót a poblíž vsi Prackov je nenápadný Prackovský vulkán s nejzachovalejším sopečným kráterem v Čechách.

## Geomorfologické zařazení
Vrch náleží do celku Ještědsko-kozákovský hřbet, podcelku Kozákovský hřbet, okrsku Komárovský hřbet, podokrsku Koberovský hřbet a části Hamštejnský hřbet.

## Přístup
Automobilem lze nejblíže dojet do Hamštejna, osad Smrčí a k silnici Dlouhý – Chloudov. Z Hamštejna vede červená turistická značka přes Hamštejnský vrch dále na Kozákov.